# 奧爾登 (密蘇里州)
奧爾登（英語：Olden）是位於美國密蘇里州豪厄爾縣的非建制地區。

## 歷史
奧爾登的郵局於1883年設立，其後於1951年停運。

## 地理
奧爾登所處的海拔為高於海平面377米（即1237英呎），而該地所採用的時區為UTC-6，即北美中部時區（CST）。同時該地設有夏令時間，為UTC-6調快一小時，即UTC-5（CDT）。